# Noak Hill
Noak Hill – wieś w Anglii, w hrabstwie Wielki Londyn, leżąca w gminie Havering. Leży 6 km od miasta Romford. W 1951 roku civil parish liczyła 5610 mieszkańców.